# Georg Lang (Politiker)
Georg Lang (* 10. Mai 1913 in Pösing; † 1. Juni 1965 in München) war ein deutscher Politiker der CSU.

## Leben und Beruf
Nach der Mittleren Reife auf der Realschule in Cham und einer Lehre arbeitete Lang von 1931 bis 1939 als kaufmännischer Angestellter in München, unterbrochen vom Reichsarbeitsdienst 1934/35. Anschließend nahm er als Soldat am Zweiten Weltkrieg teil und geriet in Kriegsgefangenschaft, aus der er 1946 entlassen wurde. 
Nach seiner Rückkehr nach München trat er in den Kanzleidienst der dortigen Stadtverwaltung ein. 1956 wurde er ehrenamtlicher Präsident der „Christlichen Werkgemeinschaften in Süddeutschland“.

## Partei
Lang war seit 1946 Mitglied der CSU. 1949 wurde er Ortsvorsitzender für Kirchtrudering. Seit 1956 war er stellvertretender Landesvorsitzender der Christlich-Sozialen Arbeitnehmerschaft in Bayern.

## Abgeordneter
Lang gehörte dem Deutschen Bundestag von 1953 bis zu seinem Tode an. Er vertrat den Wahlkreis München-Ost im Parlament.

## Auszeichnungen
Der Bayerische Verdienstorden wurde ihm am 14. Mai 1965 verliehen.